# مدار القمر
مدار القمر هو المحور الذي يدور به القمر حول الأرض بحركة كوكبية في عكس اتجاه عقارب الساعة وينهي دورته كل 29.53. يوماً تقربيا بما يعرف بالشهر القمري. كون القمر يتعرض لأكثر من قوة جذب (الأرضي، الشمس، الكواكب الأخرى)، فإن محوره حول الأرض لا يكون إهليلجي الشكل تماما كمحور كيبلر (بالإنجليزية: Kepler Orbit)‏.

حساب المحور القمري عملية معقدة، وهي مسؤولية المهتمين بنظرية القمر كجزء من علوم الفضاء والأجرام السماوية (الميكانيكا السماوية) والتي أعطت قوة دفع لكثير من الإنجازات الفيزيائية والرياضية.

## الخصائص
خصائص مدار القمر في هذا القسم هي تقريبية.وصف مدار القمر حول الأرض مرتبط بكثير من التعقيدات والاختلافات في التحليل، وهو عمدة ما يُقام به في قسم نظرية القمر.

### الشكل الإهليلجي

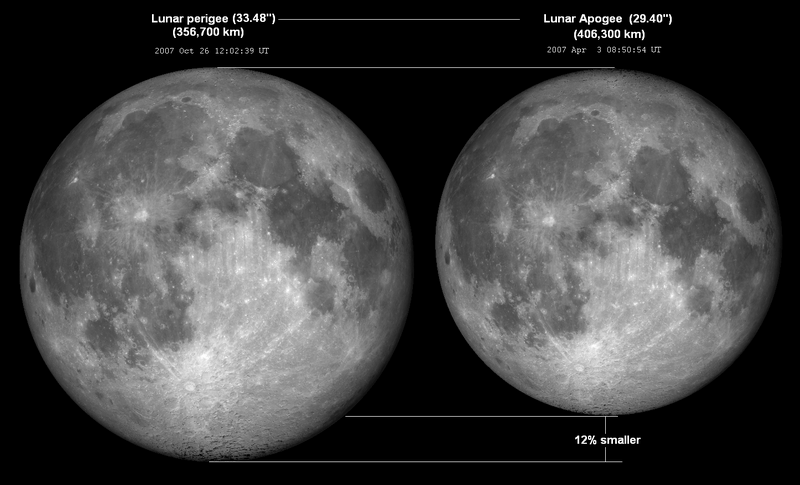
نقطتي الأوج والحضيض للقمر حول مداره

مدار القمر حول الأرض هو إهليلجي الشكل باختلاف مركزي قدره 0.0549 كما في الصورة السفلى (نقطتي الأوج والحضيض: perigee and apogee).
هذا المدار غير الدائري للقمر يسبب تغييرات بما يتعلق بالسرعة الزاوية للقمر وبالحجم الظاهر للقمر في خلال اقترابه أو ابتعاده عن الأرض. بالملاحظة من بعيد (مراقب خارجي)، فإن معدل الحركة الزاوية في نقطة مركزية (مرجح) يتم بزاوية قدرها 13.176° إلى الشرق.

### خطوط المدار
لا يدور القمر في محور ثابت في الفضاء، وإنما يتغير حسب الوقت.

النقطتين القريبة والبعيدة لأي شكل بيضاوي يطلق عليهما الأوج والحضيض. المحور الرابط لهاتين النقطتين يدور تدريجيًا بنفس حركة اتجاه دوران القمر نفسه وتتم دورتهما الكاملة كل 3232.6054 يومًا أو ما يعادل 8.85 سنة أرضية.

الصورة المقابلة تبين المدة التي يدور فيها القمر، حيث أن مستوى مدار القمر منحنِِ بمقدار 5.2° عن مستوى مدار الأرض وتتذبذب هذه القمية بمقدار ±0,15° في كل 173 يوما.

كما تظهر مدة دوران القمر حول الأرض بمعدل 27.21 يوما تقريبا.